# Watts Summit
Der Watts Summit ist ein 1785 m hoher Berg im westantarktischen Queen Elizabeth Land. In der Forrestal Range der Pensacola Mountains ragt er an der südwestlichen Ecke des Lexington Table auf.
Der United States Geological Survey kartierte ihn 1967 anhand eigener Vermessungen und Luftaufnahmen der United States Navy aus dem Jahr 1964. Das Advisory Committee on Antarctic Names benannte ihn 1979 nach Raymond Douglas Watts (* 1945), der als Geophysiker von 1978 bis 1979 in der Forrestal Range und im Dufek-Massiv tätig war.